# Liste de poètes de langue française
- Haut – A
- B
- C
- D
- E
- F
- G
- H
- I
- J
- K
- L
- M
- N
- O
- P
- Q
- R
- S
- T
- U
- V
- W
- X
- Y
- Z

## A
- Gaspard Abeille (1648-1718)
- Jacques Abeille (1942 -2022)
- François Abgrall (1907-1930)
- Jean-Pierre Abraham (1936-2003)
- Louise-Victorine Ackermann (1813-1890)
- Agnès Adda (1958)
- Adam de la Halle (v. 1250-v. 1285)
- Paul Adam (1862-1920)
- Marie-Noëlle Agniau (1973)
- Marie d'Agoult (1805-1876)
- Jean Aicard (1848-1921)
- Claude Albarède (1937)
- Laurent Albarracin (1970)
- Pierre Albert-Birot (1876-1967)
- Anne-Marie Albiach (1937-2012)
- Jean Alexandre (1937-)
- Alexis (1976-)
- Pierre Alferi (1963-2023)
- Max Alhau (1936)
- François-Paul Alibert (1873-1953)
- Danielle Allain-Guesdon (1943)
- Louis Allard (1800-1870)
- Guy Allix (1953)
- Gabrielle Althen (1939)
- Marseille d'Altouvitis (1550-1606)
- Marc Alyn (1937)
- Catherine d'Amboise (1475-1550)
- Jean Amrouche (1906-1962)
- Geneviève Amyot (1945-2000)
- Jacques Ancet (1942)
- Colette Andriot (1941)
- Auguste Angellier (1848-1911)
- Christiane Angibous-Esnault (1947-)
- Doette Angliviel (1898-1949)
- Gérard Ansaloni (1958)
- Guillaume Apollinaire (1880-1918)
- Silvaine Arabo (1945)
- Louis Aragon (1897-1982)
- Sophie d'Arbouville (1810-1850)
- René Arcos (1880-1959)
- Jean-Luc Aribaud (1961)
- Camille Armel (1897-1978)
- Émilie Arnal (1863-1935)
- Antoine-Vincent Arnault (1766-1834)
- Jacques Arnold (1912-1995)
- Hans Arp (1887-1966)
- Antonin Artaud (1896-1948)
- Armand d'Artois (1845-1912)
- Félix Arvers (1806-1850)
- Théodore Agrippa d'Aubigné (1552-1630)
- Madeleine de L'Aubépine (1546-1596)
- Jacques Audiberti (1899-1965)
- Gabriel Audisio (1900-1978)
- Gérard Augustin (1942-2012)
- Pierre Autin-Grenier (1947)
- Joseph Autran (1813-1877)
- Charles Autrand (1918-1976)
- Martial d'Auvergne (1440-1500)
- Jean-Paul Auxeméry (1957)
- Céline Axelos (1902-1992)
- Édith Azam (1973)

## B
- Ludovic Bablon (1977)
- Victoire Babois (1760-1839)
- Roman Babowal (1950-2005)
- Christian Bachelin (1933-2014)
- Michel Baglin (1950)
- Jean-Antoine de Baïf (1532-1589)
- Jean-Christophe Bailly (1949)
- Yan Balinec (1928-2009)
- Marie-Claire Bancquart (1932)
- Théodore de Banville (1823-1891)
- Olivier Barbarant (1966)
- Jules Barbey d'Aurevilly (1807-1889)
- Henri Auguste Barbier (1805-1882)
- Jean-Joël Barbier (1920-1994)
- Samantha Barendson (1976- )
- Jean-Marie Barnaud (1937)
- Natalie Clifford Barney (1876-1972)
- Marc Baron (1946)
- Silvia Baron Supervielle (1934)
- Linda Maria Baros (1981)
- Pierre Barrette (1964-)
- Jacques Basse (1934)
- Arnaud Bassecourt (1970)
- Joël Bastard (1955)
- Nouky Bataillard (1931-2019)
- Henry Bataille (1872-1922)
- Stéphane Bataillon (1975)
- Henry Bauchau (1913-2012)
- Jeanine Baude (1946)
- Charles Baudelaire (1821-1867)
- Gilles Baudry (1948)
- Yves de Bayser (1920-1999)
- Gérard Bayo (1936)
- Hervé Bazin (1911-1996)
- Marie-Béatrice de Baye (1854-1928)
- Marcel Béalu (1908-1993)
- Fanny de Beauharnais (1737-1813)
- Christofle de Beaujeu (1550-1600)
- Eustorg de Beaulieu (?-1552)
- Germaine Beaumont (1880-1980)
- Alphonse Beauregard (1881-1924)
- Claude Beausoleil (1948)
- Philippe Beck (1963)
- Lucien Becker (1911-1984)
- Samuel Beckett (1906-1989)
- Robert Belghanem (écrit à partir de 1955)
- Anne Belin (1961)
- Joachim du Bellay (1522-1560)
- Rémy Belleau (1528-1577)
- Jacques Bellefroid (1936)
- Jean-Christophe Belleveaux (1958)
- Fernand Belligéra (1836-1865)
- Jamel Eddine Bencheikh (1930-2005)
- Mathieu Bénézet (1946-2013)
- Tahar Ben Jelloun (1944)
- Halima Benmerikhi (1972-)
- Isaac de Benserade (1612-1691)
- Claude Ber (1948)
- Pierre-Jean de Béranger (1780-1857)
- Lya Berger
- Émile Bergerat (1845-1923)
- Luc Bérimont (1915-1983)
- Emmanuel Berland (1957)
- Christian Bernard (1950)
- Jean-Marc Bernard (1881-1915)
- Dominique Bernier-Cormier (XXIe)
- Béroul (XIIe)
- Louky Bersianik (1965)
- Jean Bertheroy (Berthe-Corinne le Barillier) (1868-1927)
- Louis Bertholom (1955)
- Antoine Bertin (1752-1790)
- Jacques Bertin (1945)
- Louise Bertin (1805-1877)
- Aloysius Bertrand (1807-1841)
- Patrick Beurard-Valdoye
- Zéno Bianu (1950)
- Daniel Biga (1940)
- Mateja Bizjak Petit (1969)
- Julien Blaine (1942)
- Alain Blanc (1947)
- Anne-Lise Blanchard (1956)
- Augustine-Malvina Blanchecotte (1830-1897)
- Philippe Blanchon (1967)
- Maurice Blanchot (1907–2003)
- Blondel de Nesle (entre 1175 et 1210)
- Jean-Pierre Bobillot (1950)
- Christian Bobin (1951)
- Gérard Bocholier (1947)
- François Boddaert (1951)
- Jean Bodel (1165-1210)
- Étienne de La Boétie (1530-1563)
- Nicolas Boileau-Despréaux (1636-1711)
- Michèle Bolli (1945-)
- Bonaventure Des Périers (1500-1544)
- Béatrice Bonhomme (1956)
- Bernard de Bonnard (1744-1784)
- Yves Bonnefoy (1923-2016)
- Georges Bonnet (1919-2021)
- Nicolas de Bonneville (1760-1828)
- René Borchanne (1905-1979)
- Pétrus Borel (1809-1859)
- Bertran de Born (1150-1215 ?)
- Alain Borne (1915-1962)
- Robert de Boron (XIIe-XIIe)
- Oscarine Bosquet (1964)
- Théodore Botrel (1868-1925)
- André du Bouchet (1924-2001)
- Yves Boudier  (1951)
- Stanislas de Boufflers (1738-1815)
- Jean Bouhier (1912-1999)
- Louis-Hyacinthe Bouilhet (1822-1869)
- Daniel Boulanger (1922-2014)
- Pascal Boulanger (1957)
- Jean-Pierre Boulic  (1944)
- Stéphane Bouquet (1967)
- Jean Bourdeillette (1901-1981)
- Laurent Bourdelas (1962)
- Olivier Bourdelier (1966)
- Lionel Bourg (1949)
- Mélanie Bourotte (1832?-1890)
- Joë Bousquet (1897-1950)
- Claude-Pierre Boutet (1934-2022)
- Philoxène Boyer (1825-1867)
- Paul de Brancion (1951-)
- Georges Brassens (1921-1981)
- Jacques Brault (1933)
- Antoine Brea (1975)
- Alain Breton (1956)
- André Breton (1896-1966)
- Jean Breton (1930-2006)
- Jules Breton (1827-1906)
- Bernard Bretonnière (1950)
- Renée de Brimont (1880-1943)
- Serge Brindeau (1925-1997)
- Charles-Mézence Briseul (1979)
- Roland Brisset (1560-1643)
- Éric Brogniet (1956)
- Nicole Brossard (1943)
- Mathieu Brosseau (1977)
- Aristide Bruant (1851-1925)
- Gace Brulé (v.1160-v.1213)
- Claudine Brunand (1630-1674)
- Andrée Brunin (1937-1993)
- Michel Bulteau (1949)
- France Burghelle Rey (1952-)
- Claude de Burine (1931-2005)
- Marguerite Burnat-Provins (1872-1952)
- Michel Butor (1926-2016)

## C
- Tristan Cabral (1948)
- Martine Cadieu (1924-2008)
- Hélène Cadou (1922-2014)
- René Guy Cadou (1920-1951)
- Jean-Claude Caër (1952)
- Didier Cahen (1950)
- Louis Calaferte (1928-1994)
- Susana Calandrelli (1901-1978)
- Nicole Caligaris (1959)
- Armand Callaud (1813-1884)
- Nina de Callias (1843-1884)
- Jean-Pierre Calloc'h (1888-1917)
- Sikhé Camara ((1921)
- Pierre Caminade (1911-1998)
- Émile Cammaerts (1878-1953)
- Placide Cappeau (1808–1877)
- Odile Caradec (1925)
- Francis Carco (1886-1958)
- Cardeline (1872-19..)
- Maurice Carême (1899-1978)
- François Cariès (1927-2015)
- Francine Caron (1945)
- Gérard Cartier (1949)
- Patricia Castex Menier (1956)
- Jean Cayrol (1911–2005)
- Georges Cazenave (1905-1982)
- Louis Cellot (1588-1658)
- Nicolas Cendo (1947)
- Blaise Cendrars (1887-1961)
- Aimé Césaire (1913-2008)
- Marcel Chabot (1889-1973)
- Élisabeth Chabuel (1958)
- Louis Chadourne (1890–1925)
- Bernard Chambaz (1949)
- Guy Chambelland (1927-1996)
- Jean-Pierre Chambon (1953)
- Jean Chapelain (1595–1674)
- Maurice Chappaz (1916-2009)
- Pierre Chappuis (1930)
- René Char (1907-1988)
- Jeanne Charles Normand
- Jacques Charpentreau (1928-2016)
- Alain Chartier (1385-1430)
- Jean-Baptiste Chassignet (1570-1635)
- François-René de Chateaubriand (1768-1848)
- Anne-James Chaton (1971)
- Auguste de Châtillon (1808-1881)
- Guy Chaty (1934)
- Guillaume Amfrye de Chaulieu (1639-1720)
- Paul Chaulot (1910-1969)
- Arlette Chaumorcel (1935)
- Malcolm de Chazal (1902-1981)
- Andrée Chedid (1920-2011)
- Charles-Julien Lioult de Chênedollé (1769-1833)
- François Cheng (1929)
- André Chénier (1762-1794)
- Marie-Joseph Chénier (1764-1811)
- Georges Chennevière (1884-1927)
- Claude Cherrier (1655-1738)
- Jacques Chessex (1934-2009)
- Marc Cholodenko (1950)
- Chrétien de Troyes (v.1135 - v.1183)
- Marie-Josée Christien (1957)
- Ivar Ch'Vavar (1951)
- Léon Cladel (1835-1892)
- Coqueteau de La Clairière (avant 1659-après 1674)
- Georges Emmanuel Clancier (1914)
- Sylvestre Clancier (1946)
- Geneviève Clancy (1937-2005)
- Jean Paul Clarens (1857-19..)
- Paul Claudel (1868-1955)
- Suzanne Clausse (vers 1915-?)
- Françoise Clédat (1942)
- William Cliff (1940)
- Natalie Clifford Barney (1876-1972)
- Claude-Michel Cluny (1930)
- Jean Cocteau (1889-1963)
- Emma Coeckelbergh (1851-1921)
- Danielle Cohen-Levinas (1959)
- Sylvain Coher (1971)
- Gabrielle de Coignard (1550–1586)
- François Coignet (1798-1866)
- Gauthier de Coincy (1178-1236)
- Louise Colet (1810–1876)
- Danielle Collobert (1940-1978)
- Michel Collot (1952)
- Francis Combes (1953)
- Pascal Commère (1951)
- Christophe Condello (1969)
- Claude Confortès (1928-2016)
- Léopold Congo-Mbemba (1959-2013)
- Conon de Béthune (vers 1150 - 1220)
- Benoît Conort (1956)
- François Coppée (1842-1908)
- Marguerite Coppin (1867–1931)
- Charles Coran (1814-1901)
- Pierre Coran (1934)
- Tristan Corbière (1845-1875)
- Pierre Corneille (1606-1684)
- François de Cornière (1950)
- Pierre Corrard (1877-1914)
- André Corthis (Andrée Husson) (1885-1952)
- Michel Cosem (1939-)
- Michel Côté (1940-)
- Michel X Côté (19??-)
- Charles Cotin (1604–1681)
- Alioune Badara Coulibaly (1945)
- Chantal Couliou (1961)
- Fabienne Courtade (1957)
- Gabriel Cousin (1918-2010)
- Olivier Cousin (1972)
- Gaston Couté (1880-1911)
- Théo Crassas (1947)
- Octave Crémazie (1827–1879)
- René Crevel (1900-1935)
- Gaston Criel (1913-1990)
- Edmond-Henri Crisinel (1897-1948)
- Charles Cros (1842-1888)
- Guy-Charles Cros (1879-1956)
- Emilia Cuchet-Albaret (1881-1962)
- Jean-Paul Curnier (1951)

## D
- Jean-Paul de Dadelsen (1913-1957)
- Seyhmus Dagtekin (1964)
- Jean Daive (1941)
- Pierre Dalle Nogare (1934-1984)
- Léon-Gontran Damas (1914-1978)
- Chantal Danjou (1960)
- Francis Dannemark (1955)
- Guy Darol (1954)
- Jacques Darras (1939)
- Carole Darricarrère (1959)
- Julia Daudet (1844-1940)
- Marie Dauguet (1860-1942)
- René Daumal (1908-1944)
- François David (1950)
- Robert Davreu (1944)
- Jacques Davy du Perron (1556-1618)
- Anne-Marie de Backer (1908-1987)
- François Debluë (1950)
- Luc Decaunes (1913-2001)
- Ludovic Degroote (1958)
- Michel Deguy (1930-2022)
- Lise Deharme (1898-1979)
- Lucie Delarue-Mardrus (1880-1945)
- Philippe Delaveau (1950)
- Patrice Delbourg(1949)
- Edmée Delebecque
- Yanette Delétang-Tardif (1902-1976)
- Jacques Delille (1738–1813)
- Camille Delthil (1834-1902)
- Henri Deluy (1931-2021)
- John Wesley Delva (1987-)
- Bernard Delvaille (1931-2006)
- Guy Demange  (1942)
- Cédric Demangeot (1974)
- Jacques Demarcq (1946)
- Pierre-Jacques-René Denne-Baron (1780-1854)
- René Depestre (1926)
- Tristan Derème (1889-1941)
- Paul Déroulède (1846–1914)
- Hector de Saint-Denys Garneau (1912-1943)
- Denise Desautels (1945)
- Patrice Desbiens (1948)
- Maryline Desbiolles (1959)
- Marceline Desbordes-Valmore (1786-1859)
- Antoni Deschamps (1800-1869)
- Émile Deschamps (1791-1871)
- Eustache Deschamps (v.1345-v.1405)
- Jeanne Descombes (1870-1966)
- Antoinette Des Houlières (1638-1694)
- Antoinette-Thérèse Des Houlières (1662-1718)
- Robert Desnos (1900-1945)
- Lucienne Desnoues (1920-2004)
- Jehan Despert (1921-2018)
- Philippe Desportes (1546-1606)
- Jean-Pierre Desthuilliers (1939)
- Léon Deubel (1879-1913)
- Pierre Dhainaut (1935)
- Michel d'Hermies (1924-1998)
- Souéloum Diagho
- Mohammed Dib (1920-2003)
- Léon Dierx (1838-1912)
- Paul Dirmeikis (1954)
- Bernard Dimey (1931-1981)
- David Diop (1927-1960)
- Charles Dobzynski (1929-2014)
- Doëte de Troyes (vers 1220-vers 1265)
- Heather Dohollau (1925-2013)
- Olivier Domerg (1963)
- Jean Dominique (Marie Closset) (1873-1952)
- Aurélien Dony (1993)
- Claude-Joseph Dorat (1734-1780)
- Jean Dorat (1508-1588)
- Tola Dorian (1839-1918)
- Hélène Dorion (1958)
- Jeanne Dortzal (1878-1943)
- Christian Dotremont (1922-1979)
- Bruno Doucey (1961)
- Christian Doumet (1953)
- Claude Dourguin (1946)
- Charles Dovalle (1807-1829)
- Béatrice Douvre (1967-1994)
- Georges Drano (1936)
- Guillaume Dreidemie (1993-)
- Ariane Dreyfus (1958)
- Pierre Drogi (1961)
- Henri Droguet (1944)
- Anne-Marie Du Boccage (1710-1802)
- Alain Duault (1949)
- Jean Dubacq (1923-2009)
- Guillaume de Saluste Du Bartas (1544-1590)
- Caroline Dubois (1960)
- Jean-Claude Dubois (1954)
- Bernard Dubourg (1945-1992)
- André Duclos (1932)
- Adélaïde-Gillette Dufrénoy (1765-1825)
- Michel Dugué (1946)
- Georges Duhamel (1884-1966)
- David Dumortier (1967)
- Michel Dunand (1951)
- Jacques Dupin (1927-2012)
- Pierre Dupont (1821-1870)
- Louise Dupré (1949)
- Jean-Pierre Duprey (1930-1959)
- Marthe Dupuy (1871-1958)
- Chantal Dupuy-Dunier (1949)
- Jean Arnaud-Durand (1897-1973)
- Alexis Durand (1795-1853)
- Sylvie Durbec (1952)
- Patrice Duret (1965)
- Luc Durtain (1881-1959)
- Alcide Dusolier (1836-1918)
- Jacques Dyssord (1880-1952)

## E
- Georges Eekhoud (1854-1924)
- Marie-Florence Ehret
- Eugène d'Eichthal (1844-1936)
- Yves Elléouët (1932-1975)
- Max Elskamp (1862-1931)
- Paul Éluard (1895-1952)
- Antoine Emaz (1955)
- Louis Émié (1900-1967)
- Pierre Emmanuel (1916-1984)
- Jean-Michel Espitallier (1957)
- Jean Esponde
- Alphonse Esquiros (1812-1876)
- Alfred des Essarts (1811-1893)
- Emmanuel des Essarts (1839-1909)
- Claude Esteban (1935-2006)
- Marie Étienne (1948)
- Eudore Évanturel (1852-1919)
- Bernard Everard (XVIe siècle)
- Émilie Evershed (1800-1879)
- Xavier Eyma (1816-1876)

## F
- Sylvie Fabre G. (1951)
- Falmarès (2001)
- Paul Farellier (1934)
- Nabile Farès (1940)
- Mireille Fargier-Caruso (1946)
- Léon-Paul Fargue (1876-1947)
- Raymond Farina (1940)
- Étienne Faure (1960)
- Henri-Simon Faure (1923-2015[1])
- Lucie Félix-Faure Goyau (1866-1913)
- Jean-Luc Favre Reymond  (1963)
- Jean-Pierre Faye (1925)
- Estelle Fenzy (1969)
- Jeanne Amable de la Ferrandière (1736-1819)
- Léo Ferré (1916-1993)
- François Fertiault (1814-1915)
- Vera Feyder (1939)
- Christophe Fiat (1966)
- André Mage de Fiefmelin (1560-1604)
- Jeanne Filleul (vers 1426-vers 1498)
- Georges Finaud (1896-1976)
- Michèle Finck (1960)
- Élie-Charles Flamand (1928-2016)
- Zoé Fleurentin (1815-1863)
- Albert Fleury (1923-2006)
- René-Albert Fleury (1877-1950)
- Jean Floux (fin du XIXe siècle)
- Jean Follain (1903-1971)
- Maurice Fombeure (1906-1981)
- Charles Fontaine (1514-1588)
- Louis-René des Forêts (1918-2000)
- Xavier Forneret (1809-1884)
- Paul Fort (1872-1960)
- Frédéric Forte (1973)
- Jean Foucault
- Max-Pol Fouchet (1913-1980)
- Dominique Fourcade (1938)
- Louis de Fourcaud (1851-1914)
- Georges Fourest (1864-1945)
- Claire Fourier (1944)
- Gilles Fournel (1931-1981)
- Jacques Fournier (1959)
- Marie de France (1154-1189)
- Anatole France (1844-1924)
- Martin Le Franc (1410-1461)
- Frankétienne (1936)
- Robert Fred (1964)
- Jacqueline Frédéric Frié (1922-2009)
- André Frédérique (1915-1957)
- Alain Freixe (1946)
- André Frénaud (1907-1993)
- Andréane Frenette-Vallières (1990)
- Georges Friedenkraft (1945)
- Rémi Froger (1956)
- Hélinand de Froidmont (fin du XIIe siècle)
- Jean Froissart (v.1337-v.1410)
- Alain Frontier (1937)

## G
- Pierre Gabriel (1926-1994)
- André Gache (1948)
- Renée Gagnon (1978)
- André Gaillard (1894-1929)
- Jeanne Gaillarde (vers 1524)
- Serge Gainsbourg (1928-1991)
- Bertha Galeron de Calonne (1859-1936)
- Pierre Gamarra (1919-2009)
- Otto Ganz (1970)
- Robert Ganzo (1898-1995)
- Christian Garcin (1959)
- Alfred Garneau (1836-1904)
- Hector de Saint-Denys Garneau (1912-1943)
- Eddy Garnier (1949-)
- Ilse Garnier (1927-2020)
- Pierre Garnier (1928-2014)
- Isabelle Garron (1968)
- François Garros (1949)
- Loránd Gáspár (1925-2019)
- Joachim Gasquet (1873-1921)
- Armand Gatti (1924)
- Jacques Gaucheron (1920-2009)
- Emmanuel-Henri Gaudicour (1869-1913)
- Théophile Gautier (1811-1872)
- Jean-Paul Gavard-Perret (1947)
- Françoise Geier
- Albane Gellé (1971)
- Léon Geneix (1903-1990)
- Bruno Geneste (1960)
- Jean Genet (1910-1986)
- Patrick Geoffroy (1956)
- Jean-Pierre Georges (1949)
- Raphaële George (1951-1985)
- Françoise Geslin (1963)
- Amélie Gex (1835-1883)
- Henri Ghéon (1875-1644)
- René Ghil (1862-1925)
- July Giguère (1977-)
- Jacquy Gil (1948)
- Roger Gilbert-Lecomte (1907-1943)
- Iwan Gilkin (1858-1924)
- Raoul Gineste (1849-1914)
- Jean-Louis Giovannoni (1950)
- Delphine de Girardin (1804-1855)
- Éric Giraud (1966)
- Liliane Giraudon (1946)
- Roger Giroux (1925-1974)
- Albert Glatigny (1839-1873)
- Edouard Glissant (1928-2011)
- Michaël Glück (1946)
- Jean Godard (1564-1630)
- Georges-Louis Godeau (1921-1999)
- Guy Goffette (1947)
- Claire Goll (1890-1977)
- Yvan Goll (1891-1950)
- Jean Ogier de Gombauld (1576-1666)
- Yves Gomy (1942)
- Jacques Goorma (1950)
- Jean Gorzar (1978)
- Jean-Michel Gosselin (1972)
- Matthieu Gosztola (1981)
- Olivier Goujat (1970)
- Remy de Gourmont (1858-1915)
- Marie de Gournay (1565-1645)
- Jacques Gourvennec (1955-2013)
- Sylvie Gouttebaron (1963)
- Xavier Grall (1930-1981)
- Philippe Grand (1960)
- Dominique Grandmont (1941)
- Charles Grandmougin (1850-1930)
- Othon de Grandson (1330-1395)
- Esther Granek (1927-2016)
- Michelle Grangaud (1941)
- Albert-Paul Granier (1888-1917)
- Bruno Grégoire (1960)
- Édouard Grenier (1819-1901)
- Jean-Baptiste-Louis Gresset (1709-1777)
- Jacques Grévin (1538-1570)
- Fred Griot (1970)
- Laurent Grisel (1952)
- Laurent Grison (1963)
- Jean Grosjean (1912-2006)
- Christine Guenanten (1958)
- Jean-Albert Guénegan (1954)
- Charles Guéret (1885-1932)
- Charles Guérin (1873-1907)
- Eugénie de Guérin (1805-1848)
- Maurice de Guérin (1810-1839)
- Alain Guérin (1932)
- Armel Guerne (1911-1980)
- Frédérique Guétat-Liviani (1963)
- Joseph Guglielmi (1929)
- Jacques Guigou (1941)
- Luce Guilbaud (1941)
- Georges Guillain (1947)
- Louis Guillaume (1907-1971)
- Sylvain Guillaumet (1972)
- Guillaume de Lorris (v.1200 - v.1238)
- Pernette du Guillet (1520-1545)
- Eugène Guillevic (1907-1997)
- Cécile Guivarch (1976)
- Jeanne-Marie Guyon (1648-1717)
- Brigitte Gyr (1945)

## H
- Hubert Haddad (1947)
- Georges Haldas (1917-2010)
- Adam de la Halle (1237–1288)
- Roland Halbert (1948)
- Jean-Paul Hameury (1933-2009)
- Théodore Hannon (1851-1916)
- Edmond Haraucourt (1856-1941)
- Iulia Hasdeu (1869–1888)
- Maclou de La Haye (XVIe siècle)
- Harlette Hayem(1881-1958)
- Anne Hébert (1916-2000)
- Markus Hediger (1959)
- Bernard Heidsieck (1928-2014)
- Déborah Heissler (1976)
- Claudine Helft
- Georges Henein (1914-1973)
- Nicolette Hennique (1886-19..)
- José-Maria de Heredia (1842-1905)
- André-Ferdinand Hérold (1865-1940)
- Léocadie Hersent-Penquer (1817-1889)
- Ernest d'Hervilly (1839-1911)
- Yves Heurté (1926-2006)
- Henri Heurtebise (1936)
- Corinne Hoex (1946)
- Claude Hopil (vers 1585-vers 1635)
- Yannick Hornez (1961)
- Michel Houellebecq (1958)
- Arsène Houssaye (1815-1896)
- Gérard d'Houville (Marie de Heredia) (1875-1963)
- Bernard Hreglich (1943-1996)
- Christian Hubin (1941)
- Sophie Hüe (18..-1893)
- Victor Hugo (1802-1885)
- Edmond Humeau (1907-1998)
- Marie Huot (1965)
- Marie Huot (1846-1930)
- Sabine Huynh (1972)

## I
- André Ibels (1872-1932)
- Fernand Icres (1856-1888)
- Barthélemy Imbert (1747-1790)
- Eugène Imbert (1821-1898)
- Hourie Ipékian (1919-1980)
- Samuel Isarn (1637–1672)
- Jacques Izoard (1936-2008)

## J
- Edmond Jabès (1912-1991)
- Jesús Rafael Marcano (1993-actualité)
- Philippe Jaccottet (1925-2021)
- Max Jacob (1876-1944)
- François Jacqmin (1929-1992)
- Lucien Jacques (1891-1961)
- Philippe Jaffeux (1962)
- Denise Jallais (1932)
- Franck André Jamme (1947)
- Francis Jammes (1868-1938)
- Amadis Jamyn (1538-1592)
- François Janvier (?-1750)
- Ludovic Janvier (1934)
- Alfred Jarry (1873-1907)
- Antoinette Jaume
- Emmanuèle Jawad (1967)
- Georges Jean (1920-2011)
- Anne-Marie Jeanjean (1944)
- Félix Jeantet (1855-1932)
- Alain Jégou (1948)
- Inéma Jeudi (1981-)
- Jean Le Marchant (XIIIe siècle)
- Jean de Meung (1250 - v. 1305)
- Sébastien Joanniez (1974)
- Étienne Jodelle (1532-1573)
- Adine Joliveau de Segrais (1756-1830)
- Patrick Joquel (1959)
- Jacques Josse (1953)
- Yves Jouan (1951)
- Gil Jouanard (1937)
- Jean Joubert (1928-2015)
- Jacques Jouet (1947)
- Michel Jouffret (1858-1905)
- Alain Jouffroy (1928-2015)
- Albert Jounet (1863-1926)
- Prosper Jourdan (18??-1866)
- Pierre-Albert Jourdan (1924-1981)
- Pierre Jean Jouve (1887-1976)
- Paul Juillerat (1818-1897)
- Hubert Juin (1926-1987)
- Charles Juliet (1934)
- Yves Justamante (1975)
- Monique Juteau (1949)

## K
- Béatrice Kad
- Yusuf Kadel (1970-)
- Hédi Kaddour (1945-)
- Gustave Kahn (1859-1936)
- Isabelle Kaiser (1866-1925)
- Constantin Kaïteris (1948-)
- Kama Sywor Kamanda (1952-)
- Eugénie Kapnist (XIXe-XXe)
- Anne-Marie Kegels (1912-1994)
- Paol Keineg (1944-)
- Christiane Keller (1946-)
- Herri Gwilherm Kerouredan (1932 - 2008)
- Alain Kervern (1945-)
- Vénus Khoury-Ghata (1937-)
- Jane Kieffer (morte en 1982)
- Frédéric Kiesel (1923-2007)
- Mathilde Kindt (1833-1886)
- Ronald Klapka
- Colette Klein (1950-)
- Tristan Klingsor (1874-1966)
- Jacques Kober (1921-2015)[2]
- Elsa Koeberlé (1881-1950)
- Anise Koltz (1928-)
- Placide Konan (1992-)
- Emeraude Kouka (1993-)
- Roger Kowalski (1934-1975)
- Claire Krähenbühl (1942-)
- Petr Kral (1941-)
- Marie Krysinska (1864-1908)
- Simone Kuhnen de La Cœuillerie (1905-1993)

## L
- Abdellatif Laâbi (1942)
- Souad Labbize (1965-)
- Louise Labé (1524-1566)
- Pierre Labrie (1972)
- Herminie de La Brousse de Verteillac (1853-1926)
- Hughes Labrusse (1938)
- Jacques Lacarrière (1925-2005)
- Auguste Lacaussade (1815-1897)
- Jean de La Ceppède (1548-1623)
- René Lacôte (1913-1971)
- Alain Lacouchie (1946-2023)
- Gilles Lades (1949)
- Jean de La Fontaine (1621-1695)
- Pierre Lafargue (1967)
- Georges Lafenestre (1837-1919)
- André Lafon (1883-1915)
- Jules Laforgue (1860-1887)
- André Lagrange (1928-2011)
- Jean Lahor (1840-1909)
- Roger Lahu (1953)
- Mathias Lair (1945)
- Virginie Lalucq (1975)
- Michel Lamart (1949)
- Alphonse de Lamartine (1790-1869)
- Werner Lambersy (1941)
- Jean Lambert-wild (1972)
- Christophe Lamiot Enos (1962)
- Bernard de La Monnoye (1641-1728)
- Alain Lance (1939)
- Patrick Lannes (1954)
- Hélène Lanscotte (1960)
- Jean L'Anselme (1919-2011)
- Armand Lanusse (1810-1868)
- Jeanne Lapauze (1860–1921)
- Josée Lapeyrère (1944-2007)
- Victor de Laprade (1812-1883)
- Valery Larbaud (1881-1957)
- Josaphat-Robert Large (1942)
- Léo Larguier (1878-1950)
- Siméon-Guillaume de La Roque (1551-1611)
- Olivier Larronde (1927-1965)
- Pierre Lartigue (1936-2008)
- Rina Lasnier (1910-1997)
- Isidore Latour (1807-1891)
- Gabriel-Charles de Lattaignant (1697-1779)
- André Laude (1936)
- Jean Laude (1922-1983)
- Emmanuel Laugier (1969)
- Jean Laugier (1924-2006)
- Patrick Laupin (1950)
- Nicole Laurent-Catrice (1937)
- Isidore Ducasse, comte de Lautréamont (1846-1870)
- Michel Lautru (1949)
- Yannick Lavigne (1971)
- Jean de La Ville de Mirmont (1886-1914)
- Jean-Luc Lavrille (1952)
- Jacques Lèbre (1953)
- Alain Le Beuze (1958)
- Catherine Leblanc (1956)
- Jean Le Boël (1948)
- Isabelle Lebrun (1972)
- Pierre-Antoine Lebrun (1785-1873)
- Emmanuelle Le Cam (1972)
- Loys Le Caron (1534-1613)
- Jean-Claude Le Chevère (1948)
- Yves Leclair (1954)
- Félix Leclerc (1914-1988)
- Camille Lecrique (1915-1992)
- Leconte de Lisle (1818-1894)
- Pierre Le Coz (1954)
- Denise Le Dantec (1939)
- Mérédith Le Dez (1973)
- Nicolas Le Digne (1550-1611)
- Daniel Leduc (1950)
- Jules Lefèvre-Deumier (1797-1857)
- Gabriel Le Gal (1936-2009)
- Marie Le Gendre, dame de Rivery (1597?-?)
- Gérard Le Gouic (1936)
- Marc Le Gros (1947)
- Michel Leiris (1901-1990)
- Jean-Pierre Lemaire (1948)
- Jean Lemaire de Belges (1473-1520)
- Yvon Le Men(1953)
- Yves Lemoine (1947)
- Anne-José Lemonnier (1958)
- René Le Pays (1636-1690)
- Thierry Le Pennec (1955)
- Cédric Le Penven (1980)
- Pierre Le Pillouër (1950)
- Allain Leprest (1954-2011)
- Charles Le Quintrec (1926 - 2008)
- Jean-François Leriget de La Faye (1674-1731)
- Marilyse Leroux (1955-)
- Yves Leroy (1951)
- Alain Le Saux (1959)
- Jean Le Sidaner (1947-1992)
- Hermance Lesguillon (1812-1882)
- Jean-Pierre Lesieur (1935)
- Mariette Lesieur (1979)
- Daniel Lesueur (Jeanne Lapauze) (1860–1921)
- Hervé Le Tellier (1957)
- Philippe Leuckx (1955)
- Isabelle Lévesque (1966)
- Baron Marc-André Lévesque (1990-)
- Andrée Levesque Sioui
- Henry Jean-Marie Levet (1874-1906)
- Guy Levis Mano(1904-1980)
- Tristan L'Hermite (1601-1655)
- Béatrice Libert (1952)
- Jean de Lingendes (1580-1615)
- Yannick Liron (1962)
- Liska (1956-2011)
- Françoise Lison-Leroy (1951)
- Marie Lissouck (1962?-)
- Vivian Lofiego (1964)
- Camille Loivier (1965)
- Sophie Loizeau (1970)
- Philippe Longchamp (1939)
- Alain Lorraine (1946-1999)
- Guillaume de Lorris ( ? - vers 1235)
- Jean-Georges Lossier (1911-2004)
- François de Louvencourt (1569-1638)
- Pierre Louÿs (1870-1925)
- Antoinette de Loynes (1505-1567)
- Armen Lubin (1903-1974)
- Ghérasim Luca (1913-1994)
- Hubert Lucot (1935)
- Jean-Pierre Luminet (1951)

## M
- Guillaume de Machaut (1300-1377)
- Sabine Macher (1955)
- Pierre Mac Orlan (1883-1970)
- Vannina Maestri (1956)
- Maurice Maeterlinck (1862-1949)
- Olivier de Magny (1529-1561)
- André Malartre (1921-1995)
- Anne Malaprade (1972)
- François de Malherbe (1555-1628)
- Stéphane Mallarmé (1842-1898)
- Marc-George Mallet (1887-2024)
- Claude Malleville (1596-1647)
- Michel Manoll (1911-1984)
- Christophe Manon (1971)
- Joyce Mansour (1928-1986)
- Amandine Marembert (1977)
- Pierre de Marbeuf (1596-1645)
- Alain Marc (1959)
- Fernand Marc (1900-1979)
- Marcabru (XIIe siècle)
- Claude Margat (1945)
- Victor Margueritte (1866-1942)
- Marie de France
- Marie Laure (1822-1843)
- Auguste Marin (1911-1940)
- Filippo Tommaso Marinetti (1876-1944)
- André Marissel (1928-2006)
- Thérèse Maquet (1858-1891)
- Nele Marian (1906-2005)
- Clément Marot (1496-1544)
- Jean Marot (v. 1450-v. 1526)
- Anne de Marquets (1533 - 1588)
- André Martel (1893-1976)
- Robert Marteau (1925-2011)
- Yves Martin (1936-1999)
- Jean-Claude Martin (1947-)
- Jeanne Marvig (1872-1955)
- Dominique Massaut (1959)
- Jean-Yves Masson (1962)
- Jean-François Mathé (1950)
- Gustave Mathieu (1808-1877)
- Pierre Matthieu (1563-1621)
- Olivier Matuszewski
- Pierre Maubé (1962)
- Jérôme Mauche (1965)
- Camille Mauclair (1872-1945)
- Jean-Michel Maulpoix (1952)
- Micheline Maurel (1916-2009)
- Charles Maurras (1868-1952)
- Jean-Luc Maxence (1946)
- François Maynard (1582-1646)
- Lionel Mazari (1963)
- Dominique Meens (1951)
- Louis Ménard (1822-1901)
- Catulle Mendès (1841-1909)
- Marie Mennessier-Nodier (1811-1893)
- Albert Mérat (1840-1909)
- Louis Mercier (1870-1951)
- Élisa Mercœur (1809-1835)
- Jean Meschinot (1420-1491)
- Henri Meschonnic (1932-2009)
- Amélie Mesureur (1854-1926)
- Stuart Merrill (1863-1915)
- Matthieu Messagier (1949)
- Jean-Paul Mestas (1926)
- François Métais-Panterne (1968-1986)
- Jean Métellus (1937)
- Thierry Metz (1956-1997)
- Jean de Meung (? - vers 1305)
- Shayne Michael (1991-)
- Pierre Michault (1405-1465)
- Henri Michaux (1899-1984)
- Jean Michel (1435-1501)
- Louise Michel (1830-1905)
- Pierrette Micheloud (1915-2007)
- André Miguel (1920-2008)
- Cécile Miguel (1921-2001)
- Achille Millien (1838-1927)
- Oscar V. de L. Milosz (1877-1939)
- Hippolyte Minier (1813-1904)
- Claude Minière (1938)))
- Yann Miralles (1981)
- Gaston Miron (1928-1996)
- Molière (1622-1673)
- Jean Molinet (1435-1507)
- Ian Monk (1960)
- Georgette de Montenay (1540-1581)
- Émeric de Monteynard (1956)
- Raphaël Monticelli (1948)

.((Renaud de Montlibert)) ( 1967-)
- Mathieu de Montreuil (1620?-1691)
- Paul Morand (1888-1976)
- Jean Moréas (1856-1910)
- Marcel Moreau (1933)
- Hégésippe Moreau (1810-1838)
- Évelyne Morin (1950)
- Moreau du Mans (1924-1998)
- Christian Morel de Sarcus (1962)
- Jeannine Morillon (1960)
- Paul Morin (1889-1963)
- Françoise Morvan (1958)
- Guy de la Mothe (1903-1985)
- Claude Mouchard (1941)
- Laurent Mourey (1974-)
- Pierre Moussarie (1910-1978)
- Antoine Mouton (1981)
- Cécile de Multedo (1887-1974)
- Amélie Murat (1882-1940)
- Vincent Muselli (1880-1956)
- Alfred de Musset (1810-1857)
- Denise Mützenberg (1942)
- Janine Mitaud (1921-2011)

## N
- Jeanne Nabert (Jeanne Neis) (1883-1969)
- Roland Nadaus (1945)
- Jean-Luc Nancy (1940)
- Marguerite de Navarre (1492-1549)
- John-Antoine Nau (1860-1918)
- Mariette Navarro (1980)
- Émile Nelligan (1879-1941)
- Gérard de Nerval (1808-1855)
- Marie Nervat (1874-1909)
- Jamette de Nesson (vers 1400-vers 1460)
- Sylvie Nève (1958)
- Nimrod (1959)
- Marie Nizet (1859-1922)
- Anna de Noailles (1876-1933)
- Charles Nodier (1780–1844)
- Bernard Noël (1930-2021)
- Marie Noël (1883-1967)
- Gérard Noiret (1948)
- Maurice de Noisay (1886-1942)
- Pierre de Nolhac (1859–1936)
- Géo Norge (1898-1990)
- Jeanne-Charles Normand (XIXe-XXe)
- Germain Nouveau (1851-1920)

## O
- Julien Ochsé (1874-1936)
- René de Obaldia (1918-2022)
- Maurice Olivaint (1860-1939)
- Juste Olivier (1807-1876)
- Pascale Olivier (1896-1979)
- Dionys Ordinaire (1826-1896)
- Charles Ier d'Orléans (1394-1465)
- Anne Osmont (1872-1953)
- Hisashi Okuyama
- Gilles Ortlieb (1953)
- Jean-Pierre Ostende (1954)

## P
- Emmanuelle Pagano (1969)
- Charles Paiement (1987)
- Georges Pancol (1888-1915)
- Marie Pape-Carpantier (1815-1878)
- Almanque Papillon (1487-1553)
- Angèle Paoli (1947)
- Marc Papillon, seigneur de Lasphrise (1555-1599)
- Anne Parian (1964)
- Évariste de Parny (1753-1814)
- Jacqueline Pascal (1625-1661)
- Marc Patin (1919-1944)
- Pericle Patocchi (1911-1968)
- Philippe Pauthonier (1952)
- Florence Pazzottu (1962)
- Marie le Pech de Calages (1630-1661)
- Charles Péguy (1873-1914)
- Jean Pellerin (1885-1921)
- Charles Pennequin (1965)
- Jeanne Perdriel-Vaissière (1870-1951)
- Benjamin Péret (1899-1959)
- Odilon-Jean Périer (1901-1928)
- Cécile Périn (1877-1959)
- Jean Pérol (1932-)
- Jean Perret  (1924)
- Anne Perrier (1922-2017)
- Georges Perros (1923-1978)
- Daniel Perthuis (1955)
- Nicolas Pesquès (1946)
- Sadi-Pety (1860-1941).
- Éric Pessan (1970)
- Léon Petizon (1920-1973)
- Serge Pey (1950)
- Gérard Pfister (1951)
- Hélène Picard (1873-1945)
- Jean-Claude Pinson (1947)
- Emmanuelle Pireyre (1969)
- Jean-Claude Pirotte (1939)
- Christine de Pisan (1364-1430)
- Véronique Pittolo (1960)
- Frédéric Plessis (1851-1942)
- Maurice du Plessys (1864-1924)
- Charles Plisnier (1896-1952)
- Antoine Pol (1888-1971)
- Laurent Poliquin (1975)
- Mathilde Pomès (1886-1977)
- Raoul Ponchon (1848-1937)
- Francis Ponge (1899-1988)
- Claudius Popelin (1825-1892)
- Pierre-Paul Poulalion (1801-1871)
- Charles de Pouvreau-Baldy (1891-après 1955)
- Pascal Poyet (1970)
- Catherine Pozzi (1882-1934)
- Jacques Prado (1889-1928)
- Gisèle Prassinos (1920-)
- Jacques Prévert (1900-1977)
- Yves Prié (1949)
- Christian Prigent (1945-)
- Amédée Prouvost (1877-1909)
- Sully Prudhomme (1839-1907)
- Berthe de Puybusque (1848-19..)

## Q
- Antoinette Quarré (1813-1847)
- Dominique Quélen (1962)
- Raymond Queneau (1903-1976)
- Paul Quéré (1931-1993)
- Joseph Quesnel (1746-1809)
- Marc-Louis Questin (1953)
- Pierre Quillard (1864-1912)
- Marie-Caroline Quillet (1791-1867)
- Nathalie Quintane (1964)

## R
- Jacques Rabemananjara (1913-2005)
- Jean Racine (1639-1699)
- Louis Racine (1692-1763)
- Charles Racine (1927-1995)
- Charles Ferdinand Ramuz (1878-1947)
- François Rannou (1963)
- Louis Ratisbonne (1827-1900)
- Paul Rauzy
- Jacques Réda (1929)
- Diane Régimbald (1956)
- Jean-François Regnard (1655-1709)
- Henri de Régnier (1864-1936)
- Mathurin Régnier (1574-1613)
- Jules Renard (1864-1910)
- Armand Renaud (1836-1895)
- Werner Renfer (1898-1936)
- Jules de Rességuier (1788-1862)
- Adolphe Retté (1863-1930)
- Pierre Reverdy (1889-1960)
- Charlotte Reynier Bourette (1714- 1784)
- Georges Ribemont-Dessaignes (1884-1974)
- Louis-Xavier de Ricard (1843-1911)
- Lydie de Ricard (1850-1880)
- Valérie-Catherine Richez (1947)
- Jehan-Rictus (1867-1933)
- Lionel des Rieux (1870-1915)
- Denis Rigal (1938)
- Rainer Maria Rilke (1875-1926)
- Arthur Rimbaud (1854-1891)
- Adine Riom (1818–1899)
- Guillaume Riou (1977)
- Jean Ristat (1943)
- Serge Ritman (1954)
- Robert Rius (1914-1944)
- Armand Robin (1912-1961)
- Denis Roche (1937-2015)
- Catherine Des Roches (1550-1587)
- Madeleine Des Roches (1520-1587)
- Anne de Rohan (1584-1646)
- Georges Rodenbach (1855-1898)
- Maurice Rollinat (1846-1903)
- Jules Romains (1885-1972)
- Alexandre Romanès (1951)
- Pierre de Ronsard (1524-1585)
- Pierrot Ross-Tremblay (1977-)
- Jacques Roubaud (1932)
- Gustave Roud (1897-1976)
- Erwann Rougé (1954)
- Alain Roussel (1948)
- Raymond Roussel (1877-1933)
- Laurine Rousselet (1974)
- Jean Rousselot (1913)
- Paul de Roux (1937)
- Valérie Rouzeau (1967)
- Claude Roy (1915-1997)
- Jean Royère (1871-1956)
- Claude Royet-Journoud (1941)
- Jaufré Rudel (? - vers 1147)
- Rutebeuf (v.1230-v.1285)

## T
- Lucie Taïeb (1977)
- Michault Taillevent (v. 1395 - v. 1451)
- Laurent Tailhade (1854-1919)
- Pierre Tanguy (1947)
- André Tappin (1689-1755)
- Alain Tasso (1962)
- Amable Tastu (1798-1885)
- Jean-Baptiste Tati Loutard (1938)
- Édouard Tavan (1842–1919)
- Tchicaya U Tam'si (1931-1988)
- Éric Théophile Tchoumkeu  (XXIe siècle)
- Jules Tellier (1863-1889)
- Esther Tellermann (1947)
- Jules Tellier (1863-1889)
- Suzon de Terson (1657-1685)
- Francis Tesson (XIXe siècle)
- Serge Mathurin Thébault (1962)
- André Theuriet (1833-1907)
- Jeanne Thieffry (1886-1970)
- Thibaut de Champagne (1201-1253)
- Marcel Thiry (1897-1977)
- Vincent Tholomé (1965)
- Henri Thomas (1912-1993)
- Magali Thuillier (1972)
- Patrick Thuillier (1951)
- Louis Tiercelin (1846-1915)
- Gérard Titus-Carmel (1942)
- Paul-Jean Toulet (1867-1920)
- Patrice de La Tour du Pin (1911-1975)
- Jean-Loup Trassard (1933)
- Julien Torma (1902-1933)
- Alexandre Toursky (1917-1970)
- Jules Tremblay (1879-1927)
- Dominique Tron (1950-)
- André Tudesq (1883-1925)
- Émilie Turmel (1958-)
- Édouard Turquety (1807-1867)
- Pontus de Tyard (1521-1605)
- Tristan Tzara (1896-1963)
- José Tshisungu wa Tshisungu (1954)

## U
- Marie Uguay (1955-1981)
- Anne d’Urfé (1555-1621)
- Honoré d'Urfé (1567-1625)
- Jean-Marc Undriener (1976)
- Françoise Urban-Menninger (1953)

## V
- Hélène Vacaresco (1864-1947)
- Auguste Vacquerie (1819-1895)
- Claude Vaillant (1924-2004)
- Antony Valabrègue (1844-1900)
- Léon Valade (1841-1884)
- Marie de Valandré (1861-XXe)
- Paul Valéry (1871-1945)
- Paul Valet (1905-1987)
- Thierry-Paul Valette (1976)
- Jean-Pierre Vallotton (1955)
- Ondine Valmore (1821-1853)
- Jean-Louis Vallas (1901-1995)
- André Van Hasselt (1806-1874)
- Angèle Vannier (1917-1980)
- Athanase Vantchev de Thracy (1940)
- Théo Varlet (1878-1938)
- Joseph Vasselier (1735-1798)
- Véronique Vassiliou (1962)
- Maurice Vaucaire (1863-1918)
- Benjamin Vautier (1935)
- Véga (1868-1950)
- Alain Veinstein (1942)
- Franck Venaille (1936)
- Bernart de Ventadour ( ? - vers 1200)
- Jean Venturini (1919-1940)
- Serge Venturini (1955)
- André Verdet (1913-2004)
- Marie-Hélène Verdier
- Émile Verhaeren (1855-1916)
- Jean-Pierre Verheggen (1942)
- Paul Verlaine (1844-1896)
- Abraham de Vermeil (1555-1620)
- Arsène Vermenouze (1850-1910)
- Jules Verne (1828-1905)
- Christiane Veschambre (1946)
- Boris Vian (1920-1959)
- Guy Viarre (1971-2001)
- Théophile de Viau (1590-1626)
- Gabriel Vicaire (1848-1900)
- Jean Pierre Vidal (1952)
- Francis Vielé-Griffin (1864-1937)
- Gilles Vigneault (1928)
- Alfred de Vigny (1797-1863)
- Marie-Catherine de Villedieu (1640?-1683)
- Sirieyx de Villers (XIXe-XXe)
- François Villon (1431-1470)
- Louise de Vilmorin (1902-1969)
- Thomas Vinau (1978)
- Paul Vincensini (1930-1985)
- Pierre Vinclair (1982)
- Charles de Vion d'Alibray (vers 1600-1653)
- Jean-Jacques Viton (1933-2021)
- Roger Vitrac (1899-1952)
- Renée Vivien (1877-1909)
- Vincent Voiture (1598-1648)
- Gabriel Volland (1881-1947)
- Dorothée Volut (1973)
- Thierry-Paul Valette (1976)

## W
- Wace (vers 1115 - vers 1175)
- Hassan Wahbi (1957-)
- Vincent Wahl (1957)
- Mélanie Waldor (1796-1871)
- Max Waller (1860-1889)
- Henri Warnery (1859-1902)
- Walter de Bibbesworth (XIIIe siècle)
- Catherine Weinzaepflen (1946)
- Serge Wellens (1927-2010)
- Liliane Wouters (1930)

## X
- Léon Xanrof (1867-1953)
- Augustin Louis de Ximénès (1726-1817)

## Y
- Francis Yard (1876-1947)
- André Yebel (1877-1938)
- Yannis Youlountas (1970)
- Josée Yvon (1950-1994)

## Z
- Miguel Zamacoïs (1866-1940)
- François Zénone (1950)
- Gustave Zidler (1862-1936)
- Mary-Laure Zoss (1955)
- Hélène de Zuylen de Nyevelt de Haar (1863-1947)